# Fraccionamiento la Florida
Fraccionamiento la Florida är en ort i Mexiko.   Den ligger i kommunen Papantla och delstaten Veracruz, i den sydöstra delen av landet, 220 km nordost om huvudstaden Mexico City. Fraccionamiento la Florida ligger 37 meter över havet och antalet invånare är 1 757.
Terrängen runt Fraccionamiento la Florida är huvudsakligen platt, men den allra närmaste omgivningen är kuperad. Fraccionamiento la Florida ligger nere i en dal. Runt Fraccionamiento la Florida är det ganska tätbefolkat, med 179 invånare per kvadratkilometer. Närmaste större samhälle är Poza Rica de Hidalgo, 6,8 km sydväst om Fraccionamiento la Florida. Omgivningarna runt Fraccionamiento la Florida är en mosaik av jordbruksmark och naturlig växtlighet.